# Fromageries de Bourbon

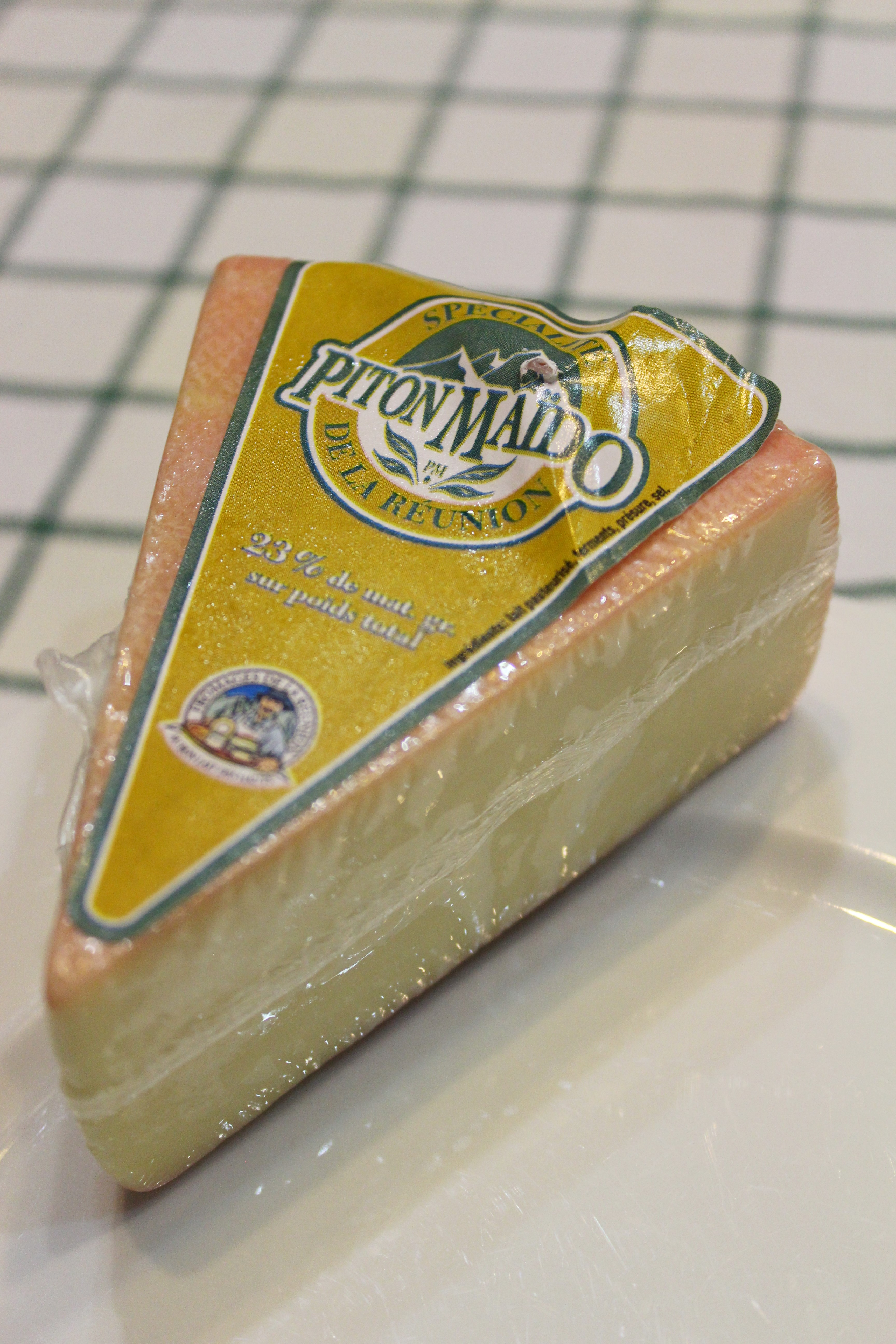
Portion de Piton Maïdo, un fromage des Fromageries de Bourbon.

Les Fromageries de Bourbon (parfois orthographié Fromagerie de Bourbon) sont une entreprise française du secteur agroalimentaire spécialisée dans la production de produits laitiers commercialisés à La Réunion.

## Historique
Malgré le fait que l'industrie agroalimentaire soit le premier secteur économique de l'île, la production de fromage est longtemps restée artisanale. Ce n'est qu'en 1997 que la Compagnie laitière des Mascareignes et la Sicalait s'associent pour fonder la société Fromageries de Bourbon et ouvrir la première usine fromagère à Saint-Pierre. Le projet, d'un coût de 25 millions de francs, est financé en partie par le Fonds européen d'orientation et de garantie agricole (5,6 millions de francs) et le conseil régional de La Réunion (1,9 million de francs).
En 2008, l'usine des Fromageries se dote d'un atelier de découpe pour faciliter la distribution dans les points de vente.

## Produits
Les Fromageries de Bourbon fabriquent une large gamme de produits à partir du lait de vache pasteurisé des Hautes Plaines (pâtes fraîches, pâtes molles, pâtes pressés cuites). En 1998, la fromagerie a produit 320 tonnes de fromages.
- Pâtes fraîches : Fromage des Plaines, Ti frais des Hauts
- Pâtes molles : Délice de la Sicalait, Le Gouverneur, Mont Bébour, Notre Dame de la Paix
- Pâtes pressées : Cap Noir, La Fournaise, La Petite Raclette, Piton Maïdo, Piton des Neiges, saint-paulin

Les Fromageries de Bourbon sont une filiale de la principale entreprise de production laitière de la Réunion, la Cilam.